# Euphyia jugurtharia
Euphyia jugurtharia là một loài bướm đêm trong họ Geometridae.